# Arthur County

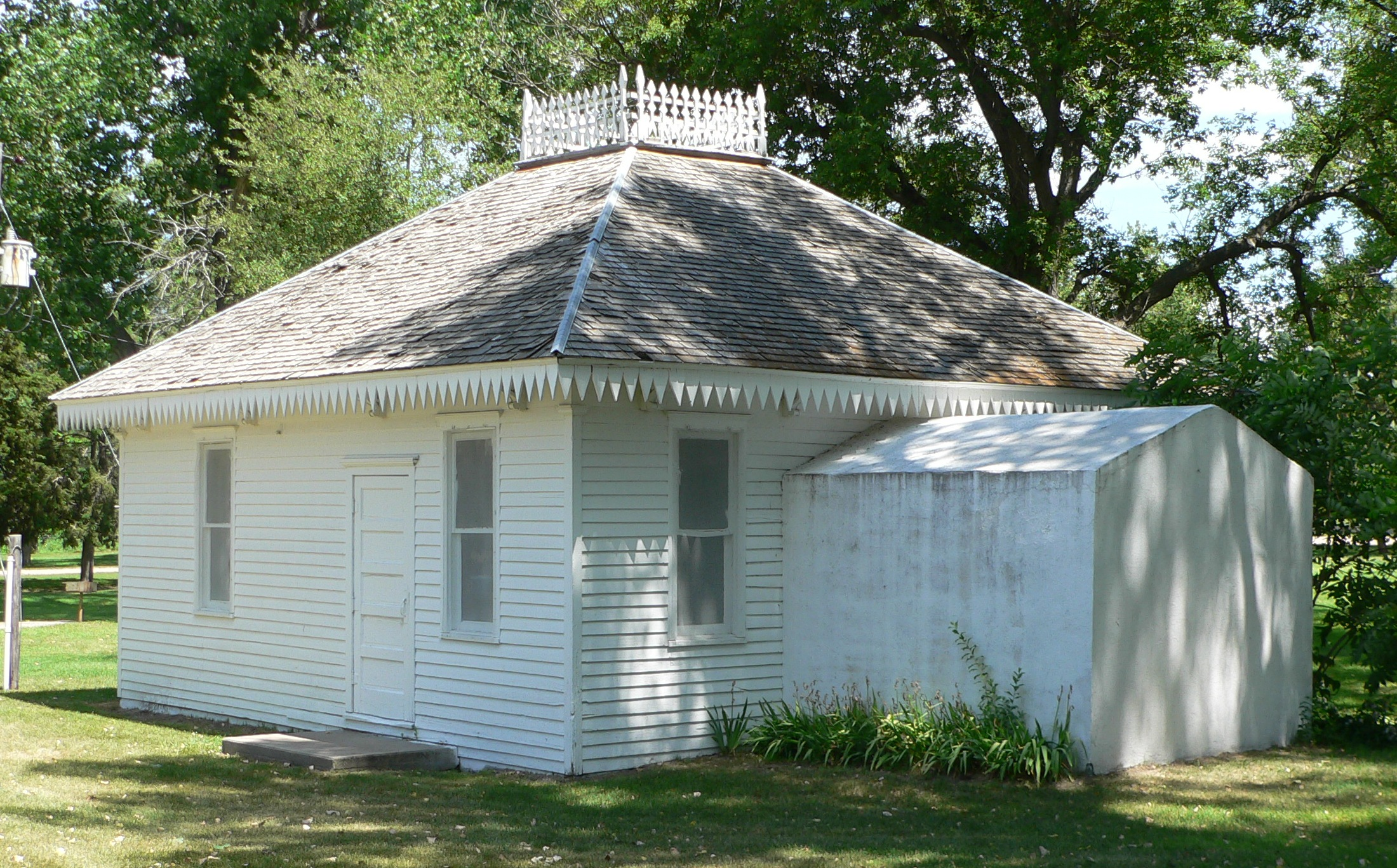
Das Old Arthur County Courthouse in Arthur, seit 1990 im NRHP gelistet

Das Arthur County ist ein County im US-Bundesstaat Nebraska. Der Verwaltungssitz (County Seat) ist Arthur. Das Arthur County ist, gemessen an der Einwohnerzahl, das fünftkleinste in den gesamten Vereinigten Staaten.

## Geographie
Das County liegt im mittleren Westen von Nebraska, ist im Südwesten etwa 50 km von Colorado entfernt und hat eine Fläche von 1860 Quadratkilometern, wovon 8 Quadratkilometer Wasserfläche sind. Es grenzt an folgende Countys:
|               | Grant County | Hooker County    |
| Garden County |              | McPherson County |
|               | Keith County |                  |

## Geschichte

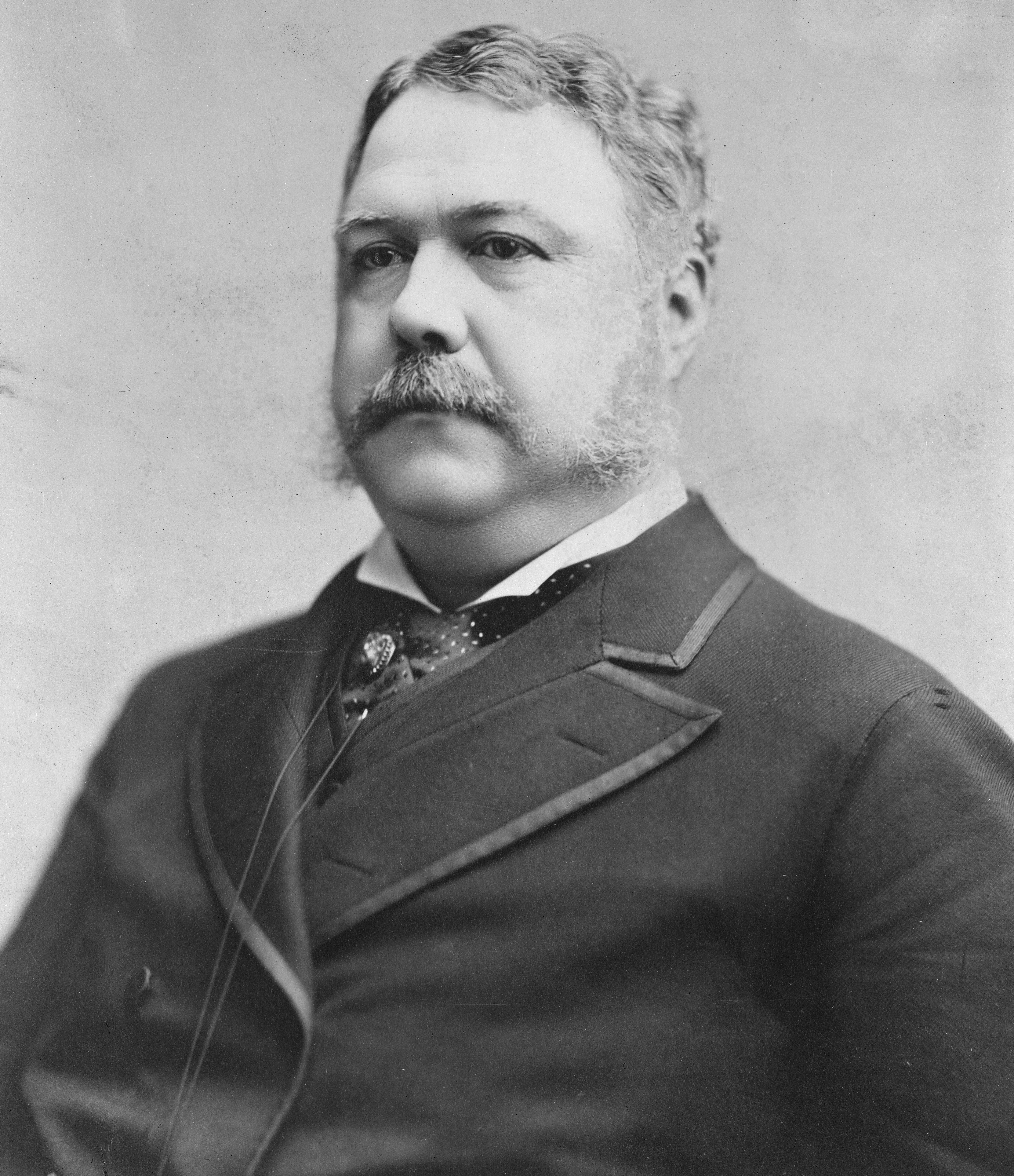
Chester A. Arthur

Das Arthur County wurde 1887 gebildet. Benannt wurde es nach Präsident Chester A. Arthur (1829–1886), dem 21. Präsidenten der Vereinigten Staaten (1881–1885).

Zwei Bauwerke des Countys sind im National Register of Historic Places eingetragen (Stand 9. Februar 2018).

## Demografische Daten

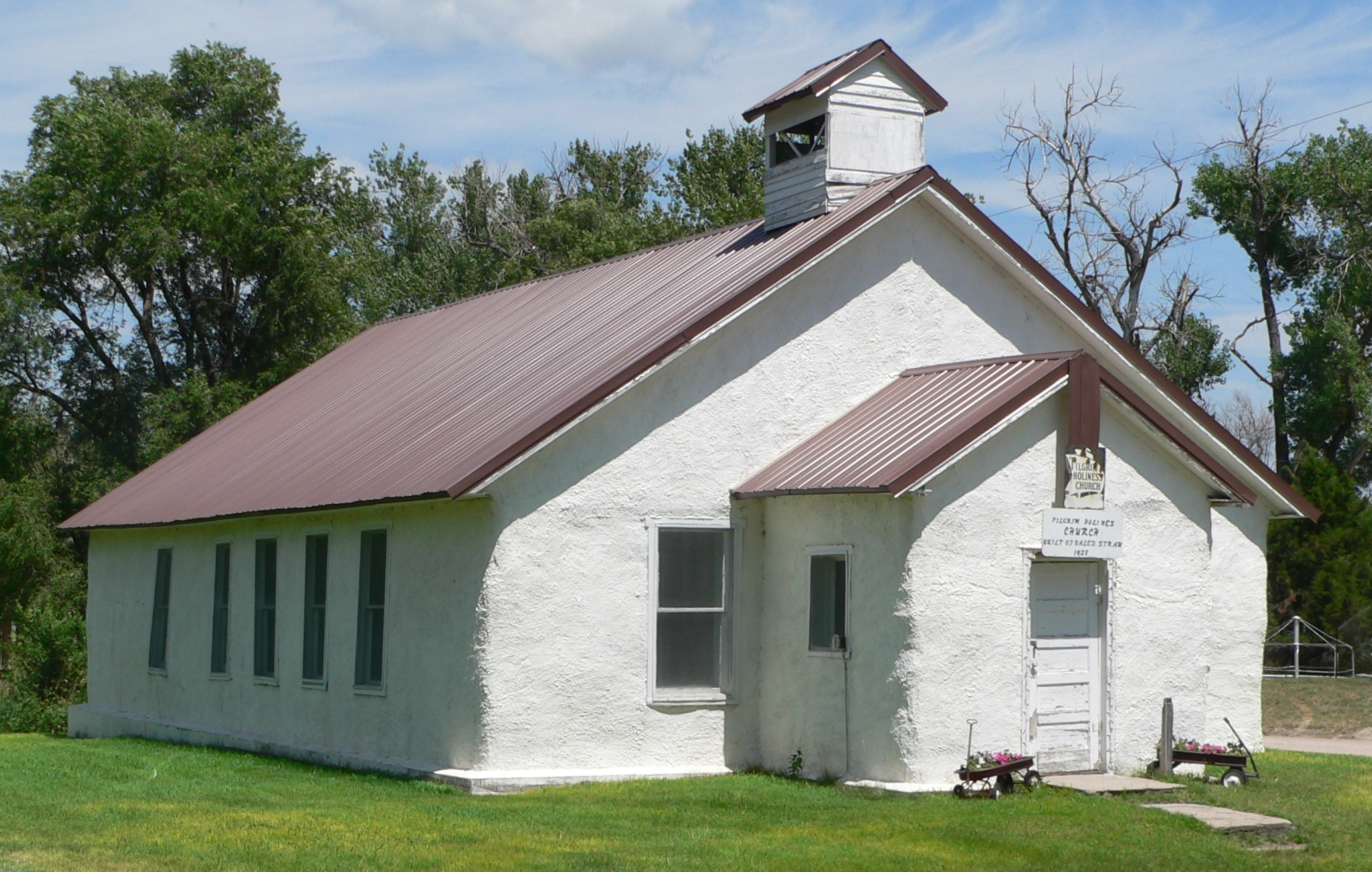
Pilgrim Holiness Church, gelistet im NRHP

Nach der Volkszählung im Jahr 2000 lebten im Arthur County 444 Menschen in 185 Haushalten und 138 Familien. Die Bevölkerungsdichte betrug 0 Einwohner pro Quadratkilometer. Ethnisch betrachtet setzte sich die Bevölkerung zusammen aus 96,40 Prozent Weißen, 0,00 Prozent Afroamerikanern, 0,23 Prozent amerikanischen Ureinwohnern, 0,68 Prozent Asiaten, 0,23 Prozent Bewohnern aus dem pazifischen Inselraum und 0,90 Prozent aus anderen ethnischen Gruppen; 1,58 Prozent stammten von zwei oder mehr Ethnien ab. 1,35 Prozent der Bevölkerung waren spanischer oder lateinamerikanischer Abstammung, die verschiedenen der genannten Gruppen angehörten.
Von den 185 Haushalten hatten 27,6 Prozent Kinder und Jugendliche unter 18 Jahre, die bei ihnen lebten. 63,2 Prozent waren verheiratete, zusammenlebende Paare, 7,6 Prozent waren allein erziehende Mütter, 25,4 Prozent waren keine Familien, 21,6 Prozent waren Singlehaushalte und in 10,8 Prozent lebten Menschen im Alter von 65 Jahren oder darüber. Die Durchschnittshaushaltsgröße lag bei 2,40 und die durchschnittliche Familiengröße bei 2,80 Personen.
Auf das gesamte County bezogen setzte sich die Bevölkerung zusammen aus 23,9 Prozent Einwohnern unter 18 Jahren, 5,4 Prozent zwischen 18 und 24 Jahren, 29,5 Prozent zwischen 25 und 44 Jahren, 24,8 Prozent zwischen 45 und 64 Jahren und 16,4 Prozent waren 65 Jahre alt oder darüber. Das Durchschnittsalter betrug 40 Jahre. Auf 100 weibliche Personen kamen 101,8 männliche Personen. Auf 100 Frauen im Alter von 18 Jahren oder darüber kamen statistisch 107,4 Männer.

Das jährliche Durchschnittseinkommen eines Haushalts betrug 27.375 USD, das Durchschnittseinkommen der Familien betrug 31.979 USD. Männer hatten ein Durchschnittseinkommen von 21.544 USD, Frauen 13.125 USD. Das Prokopfeinkommen betrug 15.810 USD. 7,9 Prozent der Familien und 13,8 Prozent der Bevölkerung lebten unterhalb der Armutsgrenze. Davon waren 15,1 Prozent Kinder oder Jugendliche unter 18 Jahre und 7,8 Prozent waren Menschen über 65 Jahre.

## Orte im County
- Arthur
- Bucktail
- Calora
- Lena
- McKeag
- Velma